# Rañobre
es una aldea española situada en la parroquia de Oseiro, del municipio de Arteijo, en la provincia de La Coruña, Galicia.

## Localización
Rañobre es una localidad costera que está situada en la zona noroeste del municipio de Arteijo, provincia de La Coruña (España), encontrándose al norte del embalse de Sabón.
La distancia al centro urbano de La Coruña es de diez kilómetros, y la distancia a Arteijo es de tres kilómetros.
Se encuentra enclavado en un extremo del polígono industrial de Sabón (Arteijo), cerca de la entrada a la autovía A-6 (La Coruña-Madrid).

## Historia
En Rañobre hay constancia de la presencia de un antiguo castro celta, actualmente en mal estado de conservación siendo su recuperación un proyecto tan antiguo como necesario, en los últimos tiempos y debido a las excavaciones provocadas por las obras del Puerto Exterior, se encontraron restos de una antigua necrópolis celta.
En las proximidades de esta población se está construyendo el Puerto Exterior de La Coruña, siendo conjuntamente con Suevos, las dos poblaciones más próximas al mismo.
Las expropiaciones del Puerto Exterior han generado, en los últimos tiempos, gran polémica y malestar vecinal al haberse producido una gran expansión sobre los terrenos inicialmente afectados por las obras. La utilización de áridos extraídos directamente del único monte que separa Rañobre del océano, la deforestación provocada por las obras, la afectación de terrenos de interés patrimonial (el Castro o la necrópolis), así como los destrozos provocados por las voladuras generadas en las obras, han generado una corriente crítica y de control sobre el desarrollo de estas obras, agrupándose los vecinos en una plataforma de afectados por el Puerto Exterior. Tanto desde la Asociación de Vecinos como desde dicha Plataforma se está luchando activamente para que tanto la Autoridad Portuaria como el Ayuntamiento de Arteijo respeten los intereses medioambientales y de los vecinos.

## Demografía
| Gráfica de evolución demográfica de Rañobre entre 2000 y 2018 |
|                                                               |
| Datos según el nomenclátor publicado por el INE.              |

## Economía
La localidad mantiene una fuerte actividad agrícola, principalmente para autoconsumo pero existiendo asimismo empresas dedicadas a la agricultura que explotan el fértil valle en el que esta población está enclavada. 
La mayor parte de la población activa trabaja principalmente en el sector industrial o en la construcción.
La proximidad al polígono industrial de Sabón hace que gran parte de su población desarrolle su actividad en el mismo.

## Cultura y ocio
La localidad dispone de una asociación de vecinos (AA.VV. Ría de Rañobre) en la que se realizan todo tipo de actividades lúdicas así como culturales para sus miembros. Participa en torneos locales de "Chave", así como de otros deportes, posee un campo de fútbol en muy buen estado en el que se celebran partidos de las ligas locales del área metropolitana de La Coruña.
En las instalaciones deportivas de Rañobre tiene su sede el Club Arqueros Ártabros, uno de los más importantes clubs de tiro con arco de la provincia.

## Festividades
La festividad local conmemora el San Tirso y se celebra el segundo fin de semana de julio, coincidiendo con las fiestas de las vecinas localidades de Vilarrodís y Oseiro.